# 美国外交政策

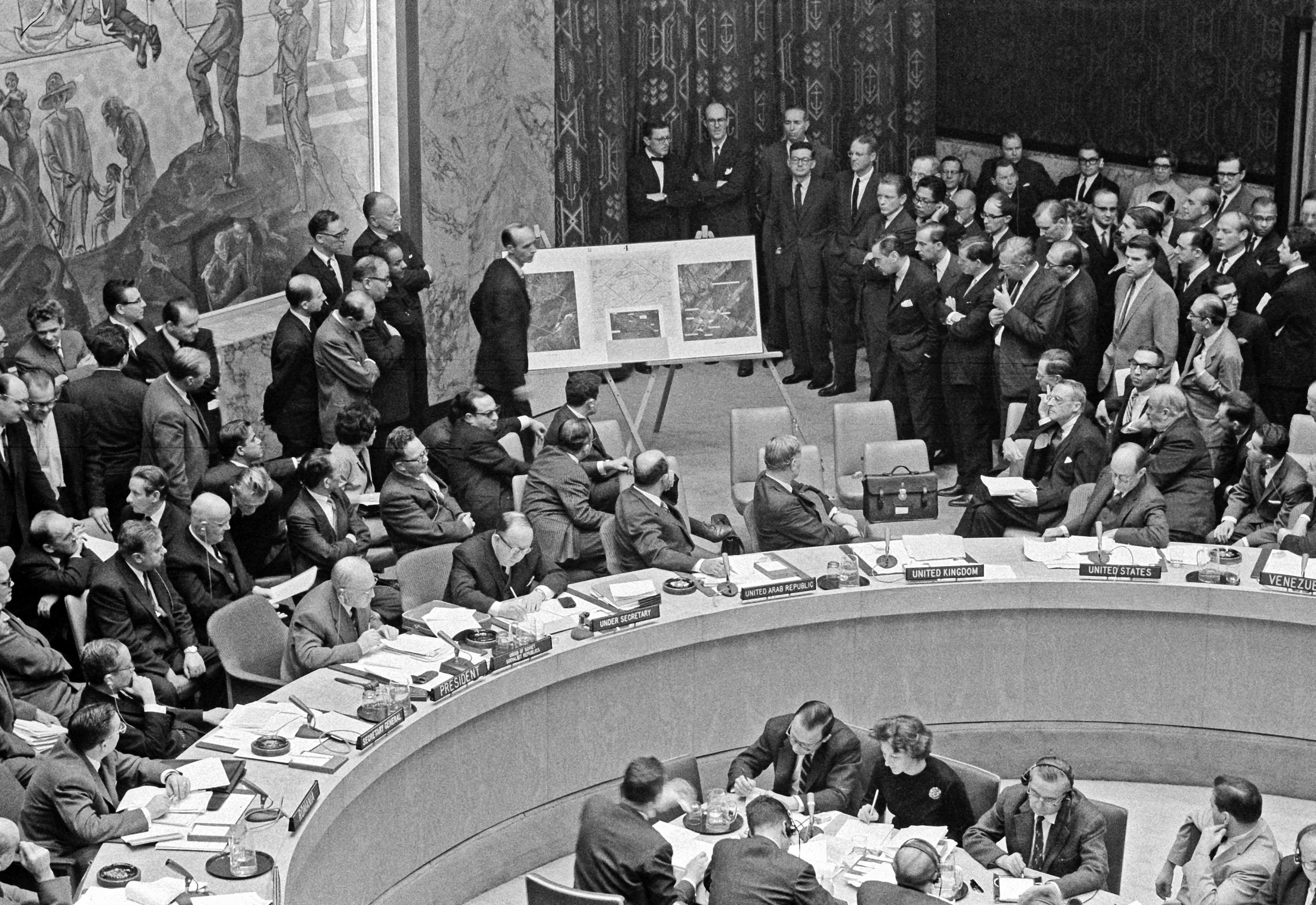
古巴飛彈危機時美國常驻代表在聯合國安理会会议厅陈列苏联在古巴设置导弹的空拍图

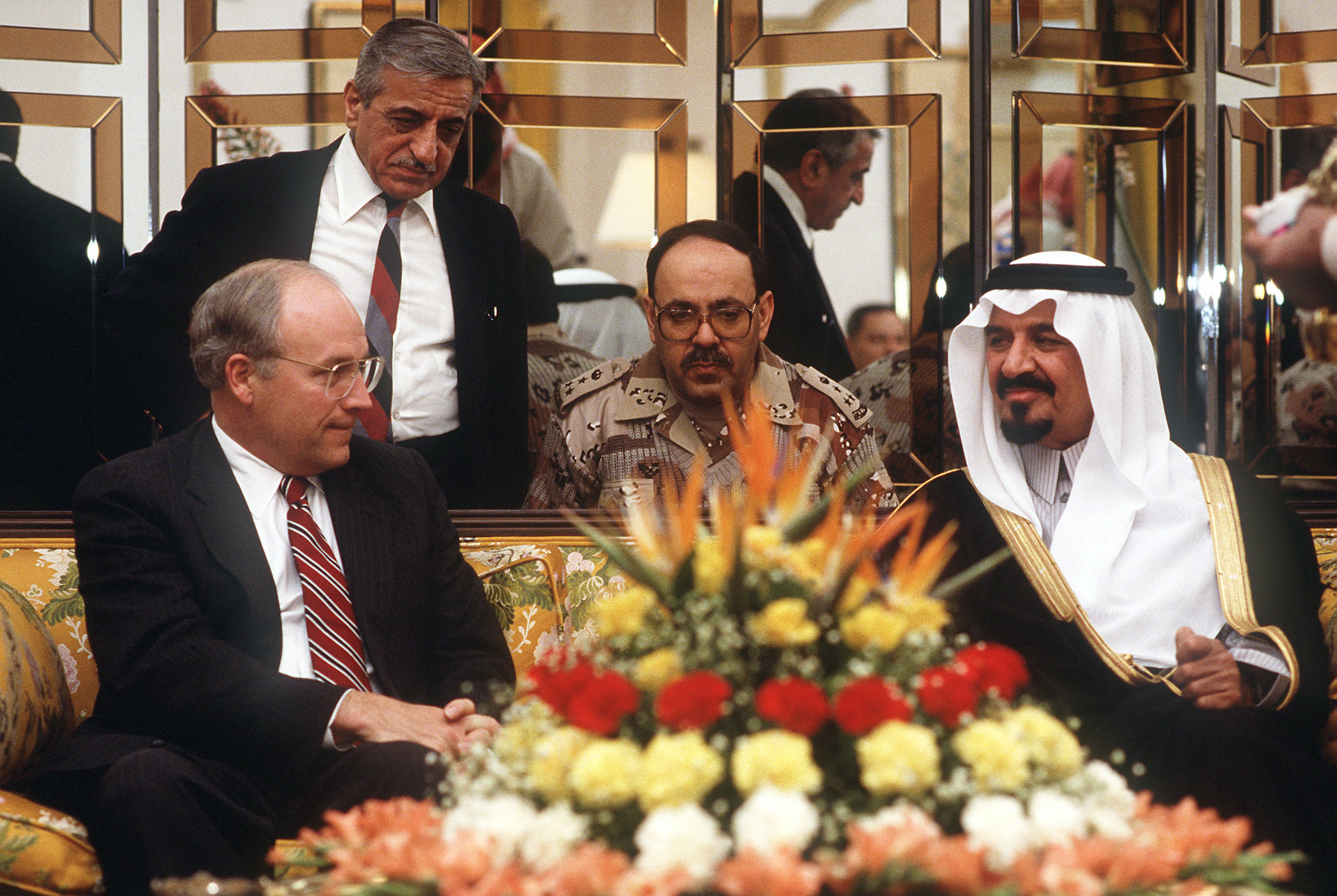
波灣戰爭前，美國防部長錢尼會晤沙烏地阿拉伯國防部長

美國外交政策是指美國与世界其他国家、國際組織、企业和其他公民等交往的方针政策。根據美國國務院簡介，美國外交的目標是要建立和維持一個更民主、更安全和更繁榮的世界，以实现美国的利益和国际社会共同利益。此外，美国众议院外交委员会称其政策目标为：“出口管制，包括核技术和设备的不扩散；促进与外国的商业交流和保护美国海外商贸；国际商品协定；国际教育；保护美国海外公民。”美国的外交政策和外交援助一直是国内外引发争议、褒贬的主题。

## 概览

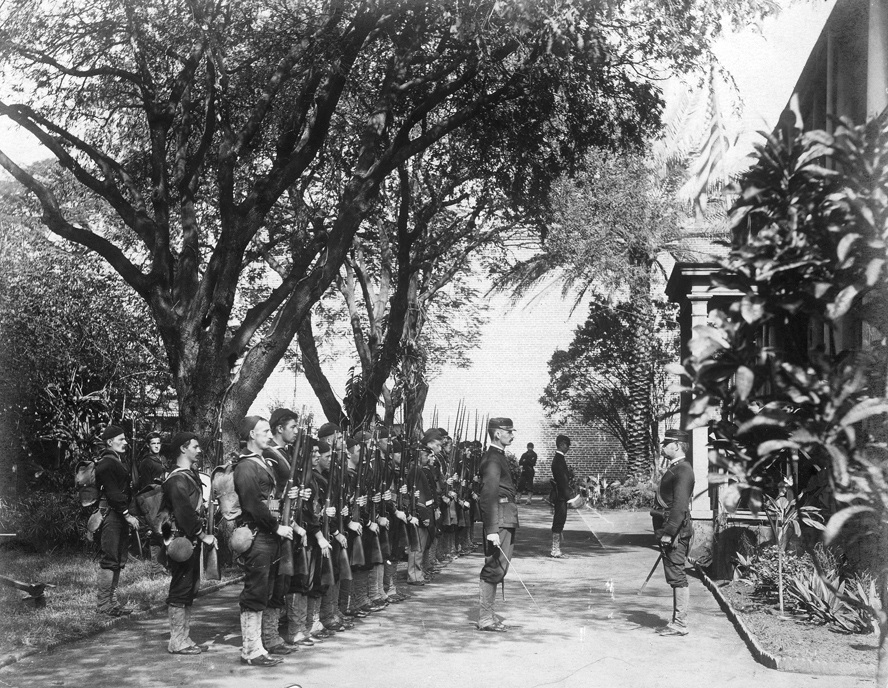
美國推翻夏威夷王國

从美国外交政策角度来看，美国独立后，发生了由一战前后的“不干涉主义”转向二战期间和战后、直至冷战结束致力于成就世界大国和全球霸权的改变。自19世纪以来，美国的外交政策也被视为从现实主义转向了理想主义或威尔逊式外交学派。

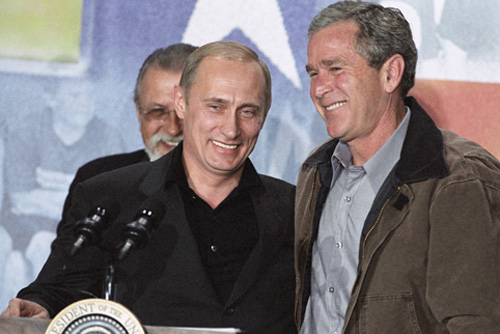
小布希總統（右）與俄羅斯總統普京（左）合照

外交政策这个主题早在乔治·华盛顿的告别演讲中就有充分的论述。对所有国家保持诚意和公正，并且与所有国家一起培育和平与和谐，避免“针对特定国家的顽固反感和对其他国家的热情依恋”，“避免与任何外国势力建立永久的联盟”，并倡导与所有国家进行贸易。 这些政策成为1790年代联邦党的基础。 但是与之相反的杰裴逊主义者忌惮英国，在1790年代支持法国，并宣布了1812年的对英战争。 在1778年与法国结盟后，直至1949年美国才签署了另一个永久性条约——北大西洋公约。随着时间的推移，其他外交阐释、关键目标、态度或立场已经带有总统主导的政策风格，例如里根外交、奥巴马外交。美国外交在最初并不具备这样的特点，但自二战以来，大多数总统都会有自己的一套。
杰弗逊主义者激烈反对国家保持庞大的常备军和任何海军，直到美国船只遭遇巴巴里海盗的侵扰，促使美国开始迅猛发展海军力量投影能力，这支持了1801年第一次巴巴里战争。
在十九世纪美国进行了第二次独立战争和1898年美西战争，美国的外交政策以对外贸易的稳定扩大为特点。1803年路易斯安那购买案使领土扩大了一倍；西班牙在1819年割让了佛罗里达；1845年吞并了独立的得克萨斯共和国；在1848年与墨西哥的战争中获得了加州、亚利桑那州、犹他州、内华达州和新墨西哥州；1867年从俄罗斯购买了阿拉斯加；1898年吞并了夏威夷王国，同年击败西班牙，获得了波多黎各和菲律宾，并得以监管古巴。帝国主义的美国在1908年稍有褪色，她将注意力转到了巴拿马运河和对美国南部国家的稳定，比如墨西哥。

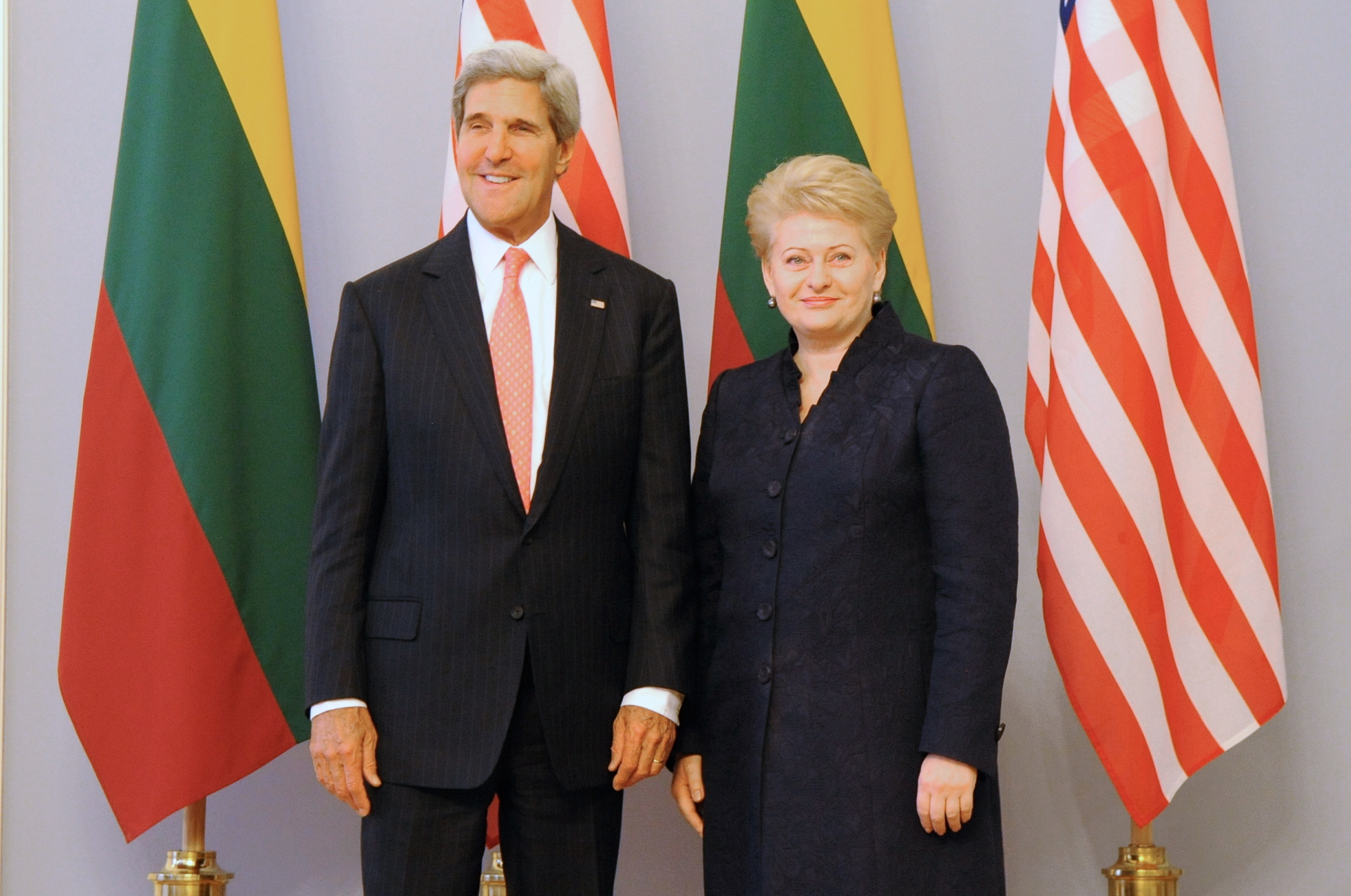
2013年9月7日国务卿约翰·福布斯·克里在维尔纽斯与立陶宛总统达利娅·格里包斯凯特会面

近代美國外交大致上以價值觀外交為導向趨同於認同政治普選制的國家或外國勢力結盟，贊同者認為推廣普選式民主將改善世界，批評者認為美國是偽善的外衣採取雙重標準，例如對中東諸多產油國的君主制長期不發表意見，而至少擁有領導人選舉較接近普選制的俄羅斯或伊朗等國卻依然打壓，對於親美勢力的武裝政變和屠殺也常淡化處理，所以推廣價值觀的目的其實是要干涉他國內政製造更多附庸，獲取美國經濟和軍事利益。

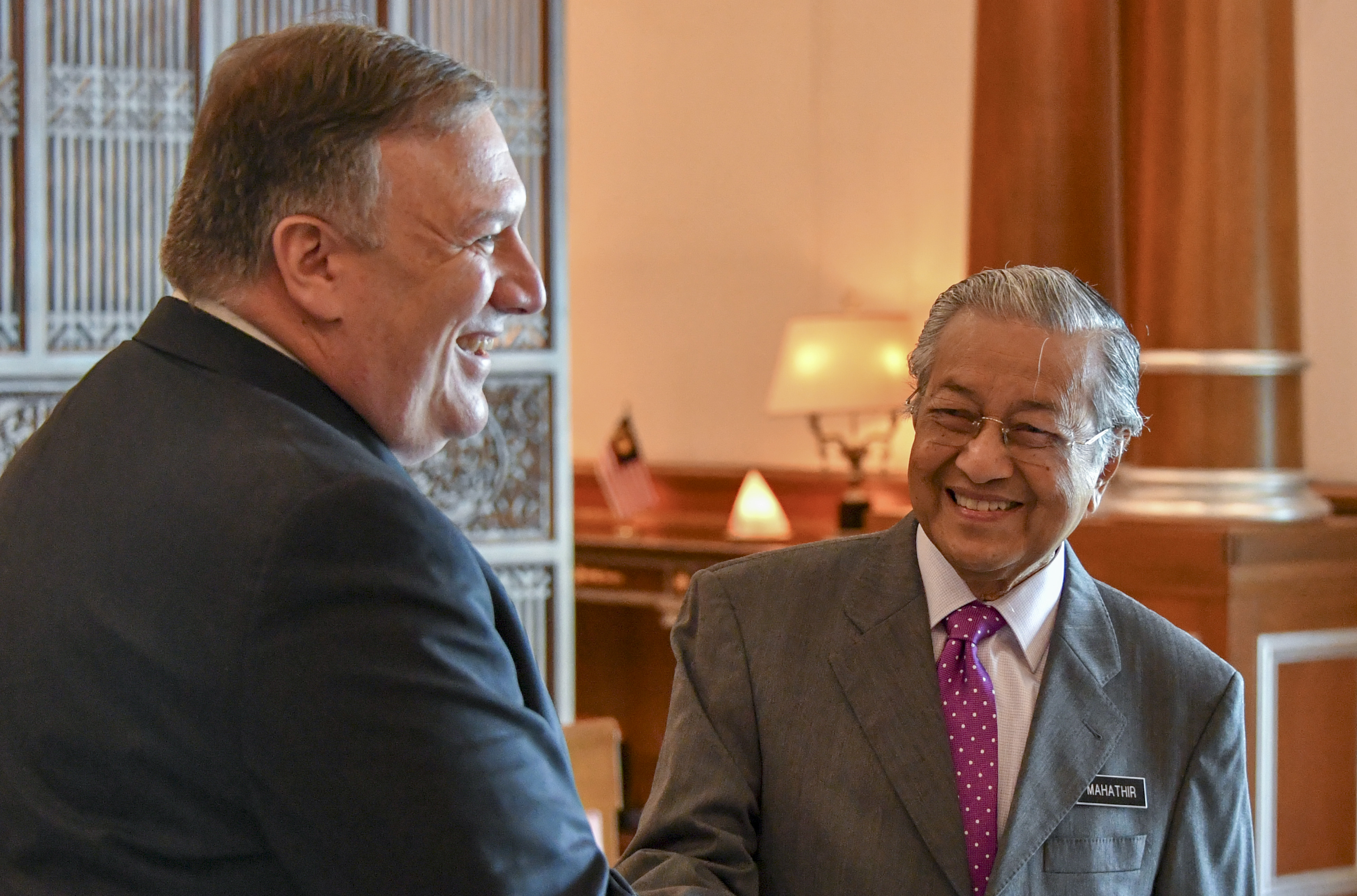
2018年8月3日国务卿迈克·蓬佩奧與马来西亚首相马哈迪·莫哈末會面

### 二戰前
19-20世紀階段美國的外交與歐洲殖民主義大致無分別，在美西戰爭中，美國成功佔領了西班牙殖民地的古巴，並在1900-1903征服了當時超過一百萬人的菲律賓。美墨戰爭和美國侵略夏威夷兩場行動確立了陸權和海權的地位穩定，之後美國忙於國內西部大開發和各殖民地經營較少干預歐洲事務。從黑船來航和義和團之亂可以看出美國當時外交以殖民地商業利益為驅動，在商路受損時才會出兵海外。
一战中威尔逊总统的“十四点计划”是在他宣扬民主、反对军国主义以结束战争的政治唯心主义纲领基础上发展起来的。它成为德国停战（实际上是投降）和1919年巴黎和平会议的基础。由此产生的凡尔赛条约，由于欧洲盟国的惩罚性“和平”和领土企图，显示出与十四点计划的矛盾，美国与其每一个对手签署了单独的条约；也由于参议院的反对，美国从未加入过由于威尔逊的倡议而建立的国际联盟。在20世纪20年代，美国走上了一条独立的道路，成功地实施了一项海军裁军计划，并为德国提供了缓解赔款压力的政策。独立于国际联盟之外，使美国成为国际外交事务中不可忽视的力量。纽约成为世界的金融中心，但1929年的华尔街崩盘将西方工业化世界带入了大萧条。美国的贸易政策由共和党的高关税和民主党的互惠贸易协定所决定，但无论如何，出口在20世纪30年代都处于非常低的水平。
第一次世界大戰使歐洲元氣大傷，美國卻因置身事外損失不多，聲望大為增加。在整個1920年代，農產品價格不斷降低，工業利潤大幅增長，美國經濟發展得異常繁榮。這波經濟成長還被信貸上升和股票市場的興盛推波助瀾。終於股市在1929年10月大崩盤，隨之而來的是經濟大蕭條美國在罗斯福新政的內需大建設下忙於修補國內，對外採取孤立主義。直到二戰偷襲珍珠港後美國進入戰爭開始為日後干預亞州與歐洲事務埋下伏筆。

### 二戰
1932年至1938年，美国采取了不干涉主义的外交政策，但当时的罗斯福总统在对德、日战争中支持盟国。经过激烈的内部辩论，美国树立了成为“自由民主世界的武器库”的国家政策，即在不派遣美国作战部队的情况下为盟军提供资金和装备。罗斯福提到了“世界任何地方”的人们应该享有的四项基本自由，这些自由包括言论和宗教自由，以及免于匮乏和恐惧的自由。在大西洋会议上罗斯福在潜在盟国中建立了战后世界的规则，大西洋宪章中包括纠正早先国际联盟的失败教训，这成为迈向联合国的一步。美国的政策是威胁日本，迫使它退出中国，并防止它攻击苏联。然而，日本在1941年12月对珍珠港发动了攻击，美国与日本、德国和意大利进入了战争状态。美国向盟友提供的不是第一次世界大战期间的贷款，而是500亿美元的租借赠款。罗斯福与英国的温斯顿·丘吉尔和苏联的约瑟夫·斯大林密切合作，把军队开进太平洋对抗日本，然后在北非对抗意大利和德国，后来在1944年从法国和意大利进入欧洲对抗德国。二战期间美国经济迅猛发展，工业产值翻了一番，建造了大量的飞机、船只、坦克、军火，还有原子弹。美国大量的战争努力投向了战略轰炸机，这将日本和德国的城市夷为平地。

### 冷战
在20世纪的两次世界大战，美国和盟国一起打败了它的敌人，它成为了非殖民式的全球性超级国家，增加了它的国际声誉。二戰時期在歐洲戰場美國和蘇聯為盟友關係，共同對抗納粹為主的敵軍，但二戰末期兩國的競爭關係已經開始，對於誰先進駐柏林以及戰後領域的劃分開始競逐，戰後冷戰時期立刻開始，美蘇的競爭關係也成為許多德國和日本戰犯能逃脫追究的契機，古巴导弹危机後雙方在相互保證毀滅的前提下維持和平，同時又在各地進行代理人戰爭爭奪勢力，帶來了至今難解的許多國際矛盾。马歇尔计划和杜鲁门主义让美国积极“进攻”，歐洲成立了北約和華約兩大集團并展开對抗，亞洲扶植了亞洲四小龍和日韓菲澳與中國對峙，但同時也拉攏中國對抗蘇聯，期間美國經歷了漫長的越戰和美國入侵巴拿馬，蘇聯也經歷了苏联－阿富汗战争。这种情况也导致了不结盟运动的建立。
蘇聯最終在經濟不支的狀況下解體，之後與美國簽署第二阶段削减战略武器条约，冷戰告終俄羅斯繼承了蘇聯的聯合國席位和外交勢力圈，但之後長期的經濟不景氣導致國力和軍力下滑，日後約15年的時間中在國際上成為次要角色，而美國同時處於電腦革命的黃金年代，帶動了全球經濟和文化影響力，擴大了外交勢力範圍。

### 21世纪
冷戰結束後美國由於波斯灣戰爭的介入將焦點轉往中東，美國國務卿詹姆斯貝克組織了一個反伊拉克的34國聯盟，最終於伊拉克戰爭中擊敗了伊拉克軍隊並絞死了其領導者薩達姆。在而亞太方面，美國因亞洲金融危機與香港主權移交等因素目光逐漸轉移。911事件後美國在中東採取以反恐為由的強硬外交政策，發動了兩次戰爭，也因此在後續的15年間深陷中東泥潭，國家財政從盈餘轉為鉅額負債。在21世纪，美国的影响力依然强劲，但从经济角度来说，与中国、印度、俄罗斯和欧盟相比则呈现颓势。诸如气候变化、核不扩散与核恐怖主义等实质问题依然存在。
2008年金融海嘯後美國開始發覺中國崛起的巨大趨勢超乎想像，並將之視為威脅，開始了重返亞太的外交戰略，先後激化了钓鱼岛糾紛事件和南海爭端作為介入點，並放鬆了日本戰後體制的非軍事化制約。但之後烏克蘭克里米亞事件和IS伊斯蘭國事件使美國再次分心歐洲和中東。
2018年美國總統唐納德·特朗普任內發動了中美貿易戰，目標針對中國政府提出的「中國製造2025」計劃，中美關係持續緊張。2021年拜登接任美國總統，兩國關係沒有出現改善跡象，拜登甚至公開批評中國領導人習近平為「惡棍」，骨子裡沒有民主成分。
2021年上台的拜登政府關注新疆人權問題和香港政治狀況，表示美國需要對中國「強硬起來」，建立美國盟友和伙伴的統一戰線，以對抗中國專政和侵犯人權行為。拜登將中國和俄羅斯等國的挑戰視作民主與專制的對決，他稱習近平和普京等獨裁者認為在21世紀民主制度不敵專制主義。
2025年美國國務院更新指引，要求在公開場合或新聞稿提及中國當局時採用中國共產黨的稱謂，同時稱呼中國最高領導人習近平為中國共產黨總書記（英語：General Secretary of the CCP），取代外交場合較常使用的中國國家主席，突顯中共對於中國政治、經濟、軍事等各項領域具有絕對控制。

## 法律
在美国，有三种类型的条约法：
- 依宪法第二条第二款，总统可行使权利缔结条约，但总统缔订的条约需要参议院三分之二多数的批准。 例如一次世界大战后威尔逊总统签订《凡尔赛和约》但遭到参议院否决，所以后续只能与各个国家分别签订条约。
- 依美国总统职权，总统与外国签订的一切行政协定，不需经参议院的同意。
- 国会与总统批准的外交条约与立法。例如美国参议院外交关系委员会提交、国会通过、特朗普签署的《台湾旅行法》。

## 国际条约
美国也已经批准参与许多其他多边条约，包括维也纳条约法公约、人权条约、环境协议 、自由贸易协定等。

### 经济及一般性组织
美国是联合国以及其许多下属专门机构的创始国，例如世界银行和国际货币基金组织。由于对联合国不满，美国存在拖欠会费的行为。
美国也是如下组织的成员：　　
- 美洲国家组织
- 歐洲安全與合作組織
- 美國－墨西哥－加拿大協議
- 世界贸易组织
- 亚太经济合作组织
- 七国集团
- 二十国集团
- 世界海关组织

### 美国的联系国
美国在二战中击败日本，并获得了太平洋群岛托管地的管理权。北马里亚纳群岛自由邦后来成为美国领土。密克罗尼西亚联邦、马绍尔群岛、帕劳成为独立国家，三国与美国签署了自由联合协定，给予美国独有的军事权力，如征用土地作为军事基地。而美国需则负责其国家安全防务，并提供数十亿美元的援助。

### 不加入的多边协议
美国拒绝加入许多国际组织，即使这些组织为大多数美洲国家、工业化国家、乃至世界上广泛的国家所接受。美国以其庞大的的经济体量与人口，将在实践层面上对国际协议产生破坏。
例子包括:
- 《凡尔赛条约》和国际联盟（签约了但没有被批准）
- 《公民及政治权利国际公约》（于1976年生效，批准有实质性的保留）
- 《经济、社会和文化权利国际公约》（于1976年生效，签约了但没有被批准）
- 《美国人权公约》（1978年生效）
- 《消除对妇女的一切形式歧视公约》（于1981年生效，签约了但没有被批准）
- 《儿童权利公约》（于1990年生效，签约了但没有被批准）
- 《联合国海洋法公约》（1994年生效）
- 《全面禁止核试验条约》（1996年签署但从未批准并生效）
- 《禁止地雷条约》 (1999年生效）
- 国际刑事法庭 (2002年生效)
- 《京都议定书》（签约了但没有被批准）
- 《禁止酷刑公约议定书》（2006年生效）
- 《残疾人权利公约》（于2008年生效，签约了但没有被批准）
- 《集束弹药公约》（2010年生效）
- 《武器贸易条约》（2014年生效）

### 双边主义与多边主义
虽然美国与欧洲的关系往往采取像北约这样的多边框架方式，但美国与亚洲国家的关系却建立在“中心-辐射”模式之上，在该模式下美国建立一系列的双边关系，其中各国分别与美国协调，而不是相互协作。在2009年5月30日举行的“香格里拉对话”上，美国国防部长罗伯特·盖茨敦促亚洲国家在完善东盟等多边框架的同时推进双边关系发展。然而盖茨在2011年表示，美国必须成为建立多边合作的“不可缺少的国家”。

## 石油政策

### 波斯湾
截至2014年，美国生产的石油约占其消耗量的66％。虽然自20世纪90年代初以来，美国石油进口量已超过国内产量，但新的水力压裂技术、加拿大与美国达科他州页岩油矿藏的发现，为美国摆脱石油输出国（如欧佩克）提供了能源独立性的潜力。美国前总统乔治·W·布什将进口石油的依赖视为紧急的“国家安全关切”。
据估计，波斯湾地区有世界三分之二的探明石油储量。尽管距离遥远，美国在二战期间首次宣布，波斯湾地区对国家利益至关重要。石油对现代军队来说非常关键，美国作为当时世界领先的石油生产国为盟军提供了大部分石油。许多美国战略家担心战争将危及美国的石油供应，因此他们努力与沙特阿拉伯建立良好的关系。 
波斯湾地区在冷战时期仍被视为对美国至关重要的地区。 三个冷战时期的美国总统政策——杜鲁门主义、艾森豪威尔主义和尼克松主义——在卡特主义的形成过程中发挥了作用。该主张指出，美国将在必要时使用武力维护其在波斯湾地区的“国家利益”。卡特的继任者里根总统在1981年10月将这项政策延续。在两伊战争威胁到沙特阿拉伯之时，美国宣称将有可能介入并保护沙特阿拉伯。一些分析人士认为，卡特主义和里根政策的延续，在2003年伊拉克战争爆发时继续发挥了作用。

### 加拿大
加拿大的能源出口几乎全部出口到美国，使其成为美国能源进口的最大来源国：加拿大一直是美国石油进口的主要来源之一，并且它是美国天然气和电力进口的最大来源国。

### 非洲
2007年，美国是撒哈拉以南非洲最大的单一出口市场，占出口总额的28％（其次是欧盟各国的31％）。 美国从这个地区进口产品的81％是石油。

## 对外援助
对外援助是美国国务院国际事务预算的核心部分，2014年总额达到490亿美元。援助被认为是美国外交政策的重要工具。美国非军事外援援助有四大类：双边发展援助，支持美国政治和安全目标的经济援助，人道主义援助和国际多边主义经济支持（例如对世界银行和国际货币基金组织的拨款）。
以美元计算，美国政府是最大的国际援助捐助国（2014年为230亿美元）。美国国际开发署（USAID）管理大部分双边经济援助，财政部处理大多数多边援助。 此外，许多私人机构、教堂和慈善机构也对外提供援助。
虽然美国是以美元计最大的捐助国，但它在“发展承诺指数”27个富有国家中排名第19位。从援助组成部分的角度看，美国经济援助比例比较低，限制性援助比例较高，大部分援助给了不太贫穷和相对不民主的国家。 
对外援助在美国是一个非常有党派色彩的问题。平均而言，自由派远远比保守派更加支持。

## 军事行动
截至2016年，美国在国会军事授权下（AUMF）积极开展针对伊斯兰国和基地组织恐怖分子的军事行动，也深入在叙利亚内战和也门内战中的战斗地区 。关塔那摩湾海军基地关押着非法战斗人员，这一直是外交关系、国内政治和古巴-美国关系中引起争议的问题。 美国其他主要军事问题包括阿富汗和伊拉克的局势稳定（在入侵多年之后），以及应对俄罗斯在乌克兰的军事活动。

### 共同防御协定
美国是北大西洋公约组织的创始成员国。该组织包含29个欧洲及北美国家成员，为保卫西欧、反抗苏联，在冷战时期成立。根据公约第五条，美国将保卫任何受到外国势力攻击的北约国家。美国第一个启动该条款，以应对当时的9·11恐怖袭击。 
美国还与以下国家签署了共同军事防务条约：
- 澳大利亚和新西兰
- 日本
- 韩国
- 菲律宾
- 泰国，以及以前在东南亚条约组织的其他国家
- 通过美洲互惠互助条约，涉及南美洲，中美洲和加勒比的大多数国家

在自由联合协定下，美国负责密克罗尼西亚联邦，马绍尔群岛和帕劳三个联系国的防御安全。

### 其他盟国和多边组织
1989年，美国还授予五个国家主要非北约盟友地位，如今这份名单上的国家扩大到28个。其中的每个国家都与美国有着独特的关系，涉及各种军事、经济伙伴关系和联盟。
达成较少的协议：
- 台湾
- 以色列
- 沙特阿拉伯

美国参加了多个与军事有关的多边组织，例如：
- 禁止化学武器组织
- 国际原子能机构

美国在世界各地有数百个军事基地。

### 单边与多边军事行动
美国在其整个历史中，一直是单边和多边军事行动并举（参见美国军事行动时间表）。在第二次世界大战后，美国成为联合国安理会常任理事国，拥有否决权。这允许它在没有安理会正式反对的情况下，采取任何军事行动。鉴于巨大的军费开支，美国被认为是苏联解体后唯一的超级大国。 美国为联合国维和行动贡献的人员相对较少。美国常常通过北约开展行动，例如北约介入波黑、轰炸南斯拉夫，以及向阿富汗派遣国际安全援助部队，或采取单方面行动，如2003年入侵伊拉克时的特别联合行动。  
联合国宪章要求，成员国采取军事行动必须出于自卫，或得到安理会的批准。虽然美国和北约的许多行动遵守了这些规则，但其亦被指控在国际法中犯下破坏和平的罪行，例如在1999年南斯拉夫和2003年伊拉克的军事行动。

### 军事援助
美国通过许多不同的渠道向外提供军事援助。 在“对外军事援助资金”和“哥伦比亚计划”两个项目中，美国在2001年支出了大约45亿美元的军事援助，其中20亿美元用于以色列，13亿美元用于埃及，10亿美元用于到哥伦比亚。自9/11以来，巴基斯坦已经收到大约115亿美元的直接军事援助。
根据国会研究处2016年的报告，美国在2015年全球武器销售额榜单中排名第一，销售额达到400亿美元。最大的买家是卡塔尔、埃及、沙特阿拉伯、韩国、巴基斯坦、以色列、阿拉伯联合酋长国和伊拉克。

### 输出民主
在美国历史上，批评人士指责总统利用民主来证明军事干预海外是正当的。批评人士还指责美国帮助地方军队推翻伊朗、危地马拉和其他国家的民选政府。人们一直在研究美国向国外输出民主的历史成功率。一些关于美国干预的研究对美国鼓励外国民主的整体效果持悲观态度。直到最近，学者们还普遍同意国际关系教授亚伯拉罕·洛温塔尔的观点，即美国出口民主的努力“微不足道，往往适得其反，只是偶尔有积极作用”。其他研究发现，美国的干预效果好坏参半，赫尔曼和凯格利的另一项研究发现，军事干预改善了其他国家的民主。

#### 认为美国的干预没有输出民主
保罗·W·德雷克（Paul W.Drake）教授认为，1912年至1932年，美国首次试图通过干预向拉丁美洲输出民主。德雷克认为这并没有成功，因为国际法将干预定义为“为了改变事物的状况而对另一个国家的事务进行蛮横地干涉”。研究表明，促进民主的努力之所以失败，是因为民主需要从内部条件中发展出来，不能强加。对于什么是民主，现实中存在分歧，德雷克认为，美国领导人有时候将民主定义为国家存在选举制， 而民主其实需要更广泛的理解。此外，对于什么构成“叛乱”也存在分歧。 德雷克分析出美国国务院存在不赞成任何形式的叛乱的外交模式，即使所谓的“革命”，例如在某些情况下反抗独裁统治。
梅斯基塔和唐斯评估了1945年至2004年的35次美国干预行动，得出结论认为，只有哥伦比亚在干预结束后十年内发展了“全面、稳定的民主”。贝聿铭基于对一个名为“政体”的全球民主数据库的研究支持了梅斯基塔和唐斯的观点，即美国的干预努力通常不会产生真正的民主，而且大多数情况下十年后会导致更大的威权主义。
约书亚·穆拉夫奇克教授认为，美国的占领对二战后轴心国的民主化至关重要，但美国未能带动第三世界的民主，“证明美国的军事占领并不是一个国家实现民主的充分条件”。意大利等前轴心国民主的成功被视为高人均收入的结果，尽管美国的保护被视为稳定的关键和国家向民主过渡的重要因素。史蒂文·克拉斯纳同意财富与民主之间存在联系。根据他在《洛杉矶时报》对其研究的一项分析，当一个民主国家实现人均收入6000美元时，该国回归专制的可能性微乎其微。

#### 认为美国干预的结果好坏参半
自由之家的数据，显示了1973年至2005年期间美国的228个对外干预例子。其中多项干预措施没有改变该国的民主（96例）。在69个案例中，该国在干预之后变得更加不民主。在其余63个案例中，国家变得更加民主，但这并没有考虑到该国在没有美国干预的情况下会走向何方。

#### 认为美国的干预有效地输出了民主
赫尔曼和凯格利发现，美国旨在保护或促进民主的军事干预增加了一些国家的自由。而佩切尼认为，军事干预后建立的民主国家仍然更接近于专制而不是民主，他引用普热沃斯基的话说：“虽然一些民主国家比其他国家更民主，但除非有人对高官的位子提出挑战，否则任何政权都不应被认为是民主的。”因此，佩切尼得出认为，其实很难从赫尔曼和凯格利的研究中得知，美国的干预是否只产生了较少压制性的独裁政府或真正的民主国家。
佩切尼指出，美国在20世纪93次军事干预中有33次试图输出民主，军事干预后的亲自由政策对民主产生了积极的影响。

## 美国评价
Pewglobal进行的一项全球调查显示，截至2014年，至少有33个被调查国家对美国有积极的看法（50％或以上），前十名的国家为菲律宾（92％），以色列（84％），韩国（82％），肯尼亚（80％），萨尔瓦多（80％），意大利（78％），加纳（77％），越南（76％），孟加拉国（76％）和坦桑尼亚（75％）。 而有10个被调查国家对美国的观点最为负面：埃及（10％），约旦（12％），巴基斯坦（14％），土耳其（19％），俄罗斯（23％），巴勒斯坦（30％），希腊（34％），阿根廷（36％），黎巴嫩（41％），突尼斯（42％）。美国人对自己国家持正面看法的有84％。国际上对美国的看法经常因其更换领导层而改变。 例如，2009年，当巴拉克•奥巴马总统（75％）接替布什总统（42％）时，法国公众更加赞成美国。2017年的美国总统特朗普掌舵后，法国关于美国的正面看法从63％下降到46％。其他欧洲国家也出现了这些趋势。

## 秘密行动
美国的外交政策还包括采取秘密行动来推翻反对美国的外国政府。 根据J.Dana Stuster在《外交政策》上撰写的文章，已经有7个“确认案例”。美国主要通过中央情报局（CIA）开展行动，但有时也需要其他部门的支持，例如在海军和国务院秘密协助下推翻了诸多外国政府：1953年的伊朗、1954年的危地马拉、1960年的刚果、1961年的多米尼加共和国、1963年的南越、1964年的巴西、1973年的智利。Stuster说，这份清单不包括“美国支持的叛乱和失败的暗杀企图”，例如针对古巴的菲德尔卡斯特罗的袭击，以及美国参与被指控但未得到证实的情况（如1949年的叙利亚）。
1953年，中央情报局与英国政府合作，发起了阿贾克斯行动，反对试图将伊朗石油国有化的伊朗总理穆罕默德摩沙德，因为他的行动威胁到盎格鲁·波斯石油公司的利益。这加强了巴列维的独裁君主统治。1957年，美国中央情报局和以色列摩萨德协助伊朗政府建立其情报部门萨瓦克，该部门因酷刑折磨和处决政权反对者而遭到批评。 
一年后，在PBSUCCESS行动中，中央情报局协助当地军方推翻危地马拉的民主选举的雅各布·阿尔本斯左翼政府，并扶持独裁者卡洛斯·卡斯蒂略阿马斯。联合果品公司支持阿尔本斯的倒台，因为他的土地改革危害其在危地马拉的土地所有权。同时联合果品公司将这些改革描绘成共产主义威胁。 
这场政变引发了长达数十年的内战，据称估计有20万人死亡（有记录的为42,275人）。其中大多数是美国支持的危地马拉军队所实施的626次屠杀造成的。一个独立的历史澄清委员会发现，美国公司和政府官员曾“施加压力维持该国过时和不公正的社会经济结构”，并且中央情报局亦支持非法的镇压叛乱行动。 
在20世纪60年代，印度尼西亚屠杀50万共产党人期间，美国政府官员称赞了大规模屠杀事件，同时向印度尼西亚军方提供秘密协助。其中包括美国驻雅加达大使馆向印度尼西亚部队提供多达5,000名印尼共产党（PKI）嫌疑人名单，导致他们在屠杀中遇害。 
2001年，中央情报局试图阻止美国国务院美国外交关系1964-1968文件的出版，该文件证明了美国向印度尼西亚军方提供秘密援助，以铲除印尼共产党。2016年7月，一个国际评审小组裁决该行动构成危害人类罪，美国和一些其他西方国家的政府是这些罪行的共谋者。 
1970年，中央情报局与智利的政变策划者合作，试图绑架勒内施耐德将军，因为他拒绝参加萨尔瓦多·阿连德当选后的军事政变。施耐德在拙劣的绑架行动中被枪击中，三天后去世。中央情报局后来为这个失败的绑架支付了35,000美元。

## 干涉外国选举
根据一项广受认可的研究，美国在1946至2000年间干涉了81次外国选举，其中对苏联和俄罗斯共36次。

## 人权
自1970年代以来，人权问题在美国外交政策中变得越来越重要。 国会在20世纪70年代发挥了很大作用。 在越南战争之后，美国外交政策与美国传统价值观念已经脱节的判断，被国际组织和运动小组委员会的参议员唐纳德·M·弗雷泽（D，MI）采纳，以批评尼克松的外交政策。 在70年代初，国会决定结束越战，并通过了“战争权力法案”。作为“国会对外交政策的许多方面越来越强烈的自信心的一部分”，人权问题成为立法和行政部门在制定外交政策时的战场。国会努力在外交政策制定中加入自己的想法，大卫·福赛思指出了三个具体的早期的例子： 
1. 1977年“国际金融援助法”分节（a）：确保通过国际金融机构提供的援助仅限于那些“未严重违反国际公认人权标准的国家”。
2. 1984年修正的1961年“外交援助法”第116条规定：在这一部分内，“不得向任何严重违反国际公认人权标准的国家政府提供援助”。
3. 1978年修正的1961年“外交援助法”第502B条规定：“不得向任何严重违反国际公认人权标准的国家提供任何安全援助。”

国会一再使用这些措施，并取得了不同程度的成功，以影响美国纳入人权关切的外交政策。具体例子包括萨尔瓦多、尼加拉瓜、危地马拉和南非。从尼克松到里根，美国认为冷战中维护美国利益的区域安全高于盟友的任何行动关切。国会则持相反的观点，赞成美国远离镇压人民成性的政权。然而，根据历史学家丹尼尔·戈德哈根的说法，在冷战的最后二十年里，实施过大规模屠杀的美国附庸国的数量超过了苏联。拉丁美洲历史学家、哥伦比亚大学教务长约翰·亨利·科茨沃思认为，1960年至1990年期间，仅拉丁美洲遭受镇压的受害者人数就远远超过苏联及其东欧卫星国的。W.约翰·格林认为，美国是“拉丁美洲政治谋杀风气的重要推动者”，允许并促使该地区一些最坏的趋势迅速发展。
2011年12月6日，奥巴马指示各机构在对外国进行财政援助时考虑同性恋、双性恋和变性者的权利。他还批评了俄罗斯歧视同性恋的法律，并与其他西方领导人一起抵制了2014年俄罗斯冬季奥运会。
2014年6月，智利一家法院裁定，美国在1973年智利政变后不久两名美国公民查尔斯·霍曼和弗兰克·特鲁吉遇刺的案件中发挥了关键作用。

## 反毒品战争
美国的外交政策受到美国政府控制包括可卡因、海洛因、甲基安非他明和大麻在内的非法药物进口的影响。这种现象在拉丁美洲尤其突出，这是美国禁毒战争的重点之一。这种努力至少可以追溯到1880年，当时美国和中国达成了一项协议，禁止两国之间的鸦片运输。
一个多世纪后，“对外关系授权法”要求总统确定主要毒品过境国和主要毒品生产国。2005年9月，确定了下列国家：巴哈马、玻利维亚、巴西、缅甸、哥伦比亚、多米尼加共和国、厄瓜多尔、危地马拉、海地、印度、牙买加、老挝、墨西哥、尼日利亚、巴基斯坦、巴拿马、巴拉圭、秘鲁和委内瑞拉。其中的缅甸和委内瑞拉，美国认为这两个国家在过去12个月中没有遵守国际禁毒协定规定的义务。值得注意的是，2005年的名单上没有包括阿富汗、中华人民共和国和越南；加拿大也被遗漏，尽管有证据表明，那里的犯罪集团越来越多地参与生产运往美国的摇头丸，而且加拿大大麻的大规模跨境贩运仍在继续。美国认为荷兰正在成功地遏制MDMA的生产和流入美国。

## 批评
左翼的批评者们抨击那些削弱左翼政府或支持以色列的事件。其他人则列举了美国侵犯人权和违反国际法的行为。批评人士指责美国总统利用民主来证明海外军事干预是正当的。批评者还指出，解密的记录表明，艾伦·杜勒斯领导的中央情报局和J·埃德加·胡佛领导的联邦调查局积极招募了1000多名纳粹分子，包括那些应对战争罪行负责的人，在冷战期间充当针对苏联的间谍和线人。
美国因支持有系统地侵犯人权的右翼独裁者而受到批评，如智利的奥古斯托·皮诺切特、巴拉圭的阿尔弗雷多·斯特罗斯纳、危地马拉的埃夫林·里奥斯·蒙特、阿根廷的豪尔赫·拉斐尔·维德拉、巴基斯坦的侯赛因·哈布雷和印度尼西亚的苏哈托。批评人士还指责美国支持“秃鹰行动”，这是一场由南美洲南锥体的右翼军事独裁政权组织的政治暗杀和国家恐怖活动。
记者和人权组织一直批评美国领导的空袭和无人机定点清除，在某些情况下，无人机造成了平民的附带伤害。2017年初，美国受到一些学者、活动人士和媒体的批评，美国在2016年全年向7个不同国家投下了26171枚炸弹：叙利亚、伊拉克、阿富汗、利比亚、也门、索马里和巴基斯坦。
人们一直在研究美国向国外输出民主的历史成功率。一些关于美国干预的研究对美国推动外国政治民主化的整体效果持悲观态度。。一些学者普遍同意国际关系教授亚伯拉罕·洛温塔尔的观点，即美国出口民主的努力“微不足道，往往适得其反，只是偶尔有积极作用。”其他一些研究发现美国的干预效果好坏参半，而赫尔曼和凯格利的另一项研究发现，军事干预改善了其他国家的民主。2013年，Win/Gallup在68个国家进行了一次全球民意调查，有6.6万名受访者参与。调查发现，美国被视为对世界和平的最大威胁。

## 赞许
关于美国在冷战期间对某些反共独裁政权的支持，一种回应是，这是一种必要的邪恶，因为共产主义或原教旨主义独裁政权更糟糕。大卫·施密茨说，这项政策不符合美国的利益。
许多民主国家与美国有自愿的军事联系，如北约、澳新美安全条约、美国和日本之间的相互合作与安全条约、与韩国的共同防御条约，以及美国与主要的非北约盟国之间的合作。那些与美国有军事联盟的国家可以减少在军事上的花费，因为他们可以依靠美国的保护。这可能会给人一种错误的印象，以为美国没有这些国家那么和平。
对民主和平理论的研究普遍发现，包括美国在内的民主国家没有相互开战。美国一直支持针对某些民主国家的政变，但斯宾塞·R·温特认为，部分原因是，这些国家正在变成共产主义独裁政权。
实证研究发现，包括美国在内的民主国家杀害的平民要比独裁国家少得多，媒体在报道侵犯人权事件时可能对美国有偏见。研究发现，《纽约时报》对世界范围侵犯人权事件的报道，主要集中在美国明显参与的国家的侵犯人权事件，而对其他国家侵犯人权事件的报道相对较少。最近一次涉及八个国家、杀害数百万平民的最血腥的战争——第二次刚果战争，几乎完全被媒体忽视了。
尼尔·弗格森认为，在美国支持的国家里发生的侵犯人权的行为，都被错误地归咎于美国。他写道，人们普遍认为，在冷战期间，危地马拉是美国支持的政权中最糟糕的。然而在漫长的危地马拉内战中，20万人的死亡不能归咎于美国。美国情报监督委员会写道，因为暴力事件，美国做到了长期削减军事援助，美国帮助阻止了1993年的政变，并努力改善安全部门的行为。
美国声明民主国家的存在最能支持美国的国家利益。根据美国国务院的说法，民主助于确保所有其他国家的安全。以民主治理国家更有可能确保和平、遏制侵略、扩大开放市场、促进经济发展、保护美国公民、打击国际恐怖主义和犯罪、维护人权和工人权利、避免人道主义危机和难民流动、改善全球环境和保护人类健康。美国前总统比尔·克林顿表示：“归根结底，确保我们的安全和建立持久和平的最佳战略是支持其他地区民主的推进。民主国家不会互相攻击。美国国务院提到的一种观点认为，民主对商业也有好处。接受政治改革的国家也更有可能推行提高企业生产率的经济改革。因此，自20世纪80年代中期里根总统执政以来，相对于尚未进行政治改革的国家，流向新兴市场民主国家的外国直接投资有所增加。
美国通过若干手段支持民主和人权，例子如下：
- 每年出版《各国人权报告》
- 在小布什总统领导下，2006年美国设立“人权维护者基金”和“自由奖”
- 设立“人权和民主成就奖”表彰驻外外交机构官员的杰出成就
- 2006年创建“大使圆桌会议系列”，组织美国大使与人权和民主事业非政府组织之间的非正式讨论。
- 国会于1983年创立的非营利性私人机构——国家民主基金会（罗纳德里根总统签署成为法律）。它主要由美国政府资助，并提供现金赠款以加强世界各地的民主发展

## 參看
- 美国国务院
- 价值观外交
- 美国支持的威权政体列表
- 对美国外交政策的批评
- 美國對外干預